# Дані Естрада
Дані Естрада Агірресабалага (англ. Daniel Estrada Agirrezabalaga; 3 січня 1987, Сарауц) — іспанський футболіст, захисник і півзахисник.

## Життєпис
Він почав свою кар'єру в молодіжному складі клубу країни Басків, в «Реал Сосьєдад». Свої перші два сезони він провів у резервній команді, що виступала в третьому дивізіоні. У сезоні 2006–2007 він забив 13 голів, а його команда посіла 2-ге місце в групі 2.
10 лютого 2007 року Естрада дебютував за першу команду, відігравши на полі 5 хвилин у домашньому матчі проти мадридського «Реала», що завершився поразкою 1-2. Через 3 місяці, коли він втретє зіграв у Ла-Лізі, його знову випустили з лави у домашньому матчі проти «Барселони», що теж закінчився поразкою 0-2. У своєму дебютному сезоні він зіграв 8 матчів, а команда вибула з Ліги.
В наступних двох сезонах другого дивізіону Естраду використовували час від часу, а «Реал Сосьєдад» так і не зміг відновити свій статус у лізі. У сезоні 2009-2010 клубові вдалося повернутися до вищого дивізіону після 3-річної відсутності. Сам Естрада взяв участь в 18 іграх, провівши на полі загалом 1538 хвилин.
У сезоні 2010-2011 футболіст грав на позиції захисника — так вирішив головний тренер Мартін Ласарт. 26 лютого 2011 року в матчі проти «Еспаньйола» він забив свій перший гол за «Реал Сосьєдад», однак відзначився і у власні ворота, а команда поступилася 1-4.
Наприкінці травня 2014 року Естрада подовжив свій контракт з Реал Сосьєдад до 2015 року. 6 липня наступного року він уклав договір на рік з клубом Депортіво Алавес, коли строк його контракту з Txuriurdin добіг кінця.

## Досягнення
Реал Сосьєдад
- Сегунда Дивізіон: 2009—2010

Алавес
- Сегунда Дивізіон: 2015—2016